# エルンスト1世 (ブラウンシュヴァイク＝リューネブルク公)
エルンスト1世（ドイツ語：Ernst I., 1497年6月27日 - 1546年1月11日）は、ブラウンシュヴァイク＝リューネブルク公の1人で、リューネブルク侯（在位：1520年 - 1546年）。初期宗教改革におけるプロテスタント派の指導的諸侯であり、告白公（der Bekenner）と呼ばれた。父はブラウンシュヴァイク＝リューネブルク公ハインリヒ1世、母はザクセン選帝侯エルンストの娘マルガレーテ。

## 生涯
1512年、エルンストは母方の叔父であるザクセン選帝侯フリードリヒ3世のヴィッテンベルク宮廷に送り込まれ、ヴィッテンベルク大学でゲオルク・シュパラティンの薫陶を受けた。エルンストは宗教改革が始まるまでヴィッテンベルクにいた。1520年、父ハインリヒ1世は神聖ローマ皇帝カール5世から弾劾宣告を受け退位させられ、エルンストは父から侯国の支配権を兄オットーと共に譲られた。
1527年、兄の退位によりエルンスト1世は単独の統治者となったが、リューネブルク侯領の状況は良好とは言えなかった。領内は疑いなく宗教改革の普及へと動いていた。一般人にとって宗教改革は貴族と聖職者の特権を制限する格好の機会であり、貴族にとっては教会や修道院の財産を没収して財産を増やす機会であった。エルンスト1世は改革を慎重に進めがちだったが、1525年にドイツ農民戦争を口実に領内の修道院に対して財産目録を提出するよう要求し、教会および修道院からの税収を増やす事が出来た。エルンスト1世は親族のザクセン選帝侯に対しプロテスタント派に属し続ける事を約束していた。1527年、領内のカトリック派が隠居中の父を復位させようとした陰謀を握りつぶして以降、エルンスト1世のプロテスタント路線はより強固なものになった。
1527年7月、ツェレの説教師達によって作成された最初の宗教規律書が侯領内の教会で採用された。同年8月に開かれた領内の等族議会は「神の純粋な言葉は、人間によるいかなる付け足しもせずに説教されるべき事」を決議した。1527年から1530年にかけ、ルター派の牧師達が、時には領内の大半の教区や修道院に送り込まれた。エルンスト1世は1530年にアウクスブルクに赴き、アウクスブルク信仰告白に同意の署名をした。エルンスト1世は宗教改革を領内に更に普及させ、リューネブルク市に宗教改革を持ちこむ為に、改革者ウルバヌス・レギウス（1541年に宗教監督者となる）を連れ帰った。領内で最も規模が大きく裕福な宗教施設だったリューネブルクの聖ミヒャエル修道院は、当時の修道院長が1532年に死ぬと同時に改革派の宗教信条を受け入れた。レギウスが1541年に死ぬと、マルティン・オンダーマルクがその後継者となった。
シュマルカルデン戦争の間、リューネブルク侯領は一貫してルター派に留まり続けた。1530年以降、エルンスト1世は北ドイツにおいて最も影響力のある領邦君主になっていた。改革宗教がカトリック派によって覆されそうになったハノーファーにレギウスを送り込み、プロテスタント体制を維持させる事に成功、ヴェストファーレンではカトリック派と急進派の両者を抑え込んで穏健プロテスタント派の支配体制を強める事ができた。しかしミュンスターではエルンスト1世の努力は無駄に終わり、やがて再洗礼派が町を乗っ取る事になる（ミュンスターの反乱）。リューネブルク侯の影響力はポンメルン、メクレンブルク、ホーヤ伯領、オストフリースラントにまで及んだ。
また、シュマルカルデン同盟に対しても大きな貢献をした。彼はハンブルク、ブレーメン、ブラウンシュヴァイク、ゲッティンゲンなど北ドイツの有力都市を同盟に引き入れたり、2人で連盟の盟主を務めていた、用心深い従弟のザクセン選帝侯ヨハン・フリードリヒと強情なヘッセン方伯フィリップが決裂しかけた時は、調停に成功して同盟を救ってもいる。エルンスト1世は目的を完遂する為時には冷酷な方便も使い、自分の地位をより高くする事に熱心であった。
エルンスト1世が死んだ時、4人の息子達は未成年だった。しかし、リューネブルクのプロテスタント教会は既に確固とした基盤を築いており、プロテスタント体制は摂政統治時代とシュマルカルデン同盟の崩壊の後も生き延びた。後に3男ハインリヒの子孫はブラウンシュヴァイク公国を創設、4男ヴィルヘルムの子孫・ジョージ1世はイギリス王位を継承、ハノーヴァー朝の祖となった（ハノーファー王国も継承）。

## 子女
1528年、メクレンブルク＝シュヴェリーン公ハインリヒ5世の娘ゾフィーと結婚、間に10人の子女をもうけた。
- フランツ・オットー（1530年 - 1559年）
- フリードリヒ（1532年 - 1553年）
- ハインリヒ（1533年 - 1598年）
- マルガレーテ（1534年 - 1596年） - マンスフェルト＝ゼー伯ヨハンと結婚
- ヴィルヘルム（1535年 - 1592年）
- ウルスラ（1536年 - 1538年、夭折）
- カタリーナ（1537年 - 1540年、夭折）
- エリーザベト・ウルスラ（1539年 - 1586年） - ホルシュタイン＝シャウエンブルク＝ピンネブルク伯オットー4世と結婚
- マグダネレーネ・ゾフィー（1540年 - 1586年） - ベンタイム＝シュタインフルト伯アルノルトと結婚
- ゾフィー（1541年 - 1631年） - ヘンネブルク＝シュロイジンゲン伯ポッポ18世と結婚